# Dipsas brevifacies
Espèce
Synonymes
- Tropidodipsas brevifacies Cope, 1866
- Dipsadomorus fasciatus Bocourt, 1884
- Leptognathus torquatus Cope, 1885

Statut de conservation UICN

 LC  : Préoccupation mineure
Dipsas brevifacies  est une espèce de serpents de la famille des Dipsadidae.

## Répartition
Cette espèce se rencontre au Belize et au Mexique au Yucatán, au Campeche et au Quintana Roo. 

## Publication originale
- Cope, 1866 : Fourth contribution to the herpetology of tropical America. Proceedings of the Academy of Natural Sciences of Philadelphia, vol. 18, p. 123-132 (texte intégral).